# Roy Innis

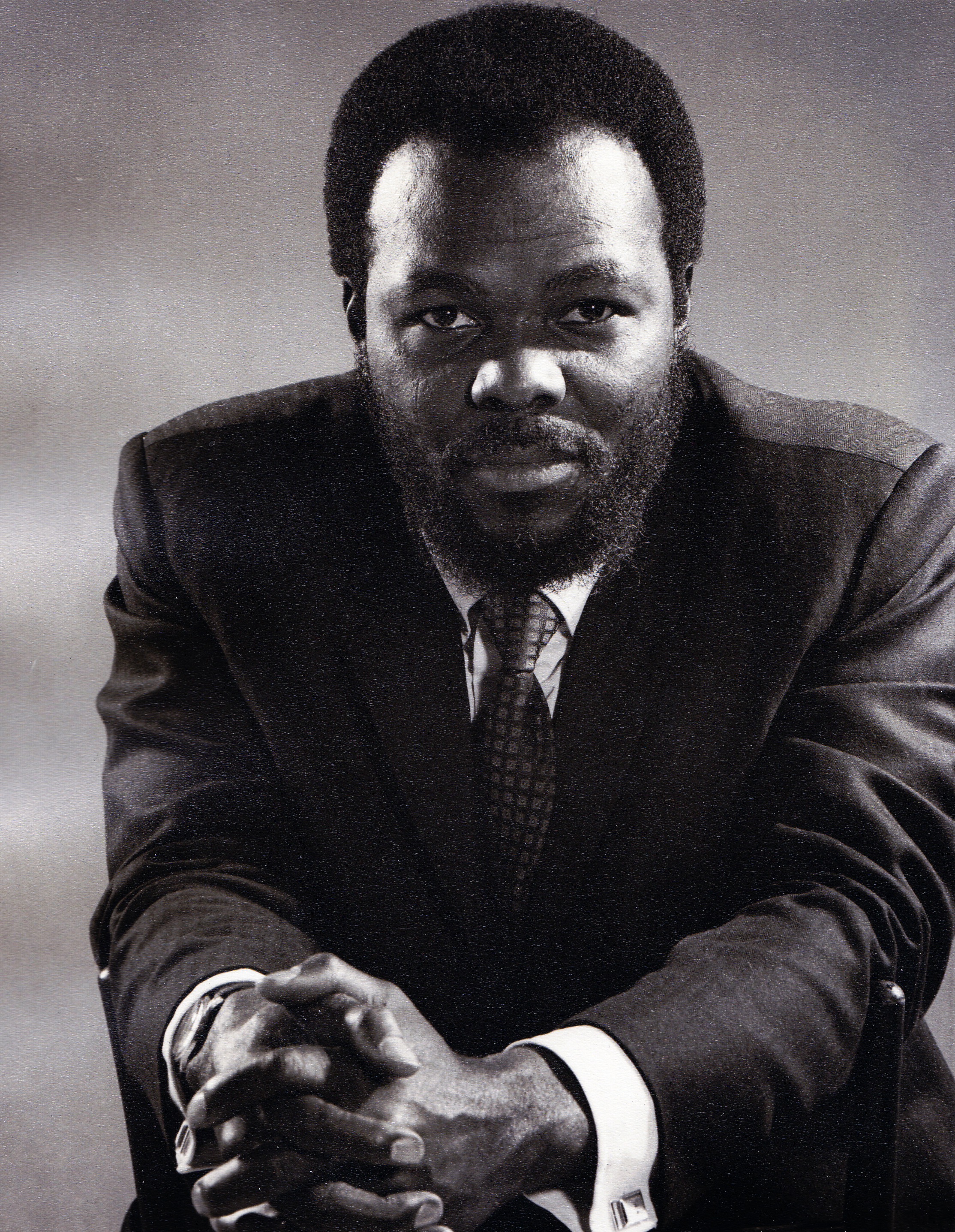
Roy Innis, 1970.

Roy Emile Alfredo Innis, född 6 juni 1934 i St. Croix, Amerikanska Jungfruöarna, död 8 januari 2017 i New York, var en amerikansk människorättsaktivist.

## Biografi
År 1946 flyttade Innis med sin mor från Amerikanska Jungfruöarna till New York, där han tog examen vid Stuyvesant High School 1952. Vid 16 års ålder, gick han in i den amerikanska armén, och vid 18 års ålder fick han ett hedervärd avsked. Han började då utbildning i kemi vid City College i New York, som fortsatte med en plats som forskningkemist på Vick Chemical Company och Montefiore Hospital. 
Innis engagerade sig i medborgarrättsrörelsen i Harlem 1963 och 1965 valdes han till ordförande för den lokala gruppen av Congress of Racial Equality (CORE). År 1968 valdes han till nationell ordförande för organisationen.
Innis utarbetat the Community Self-Determination Act från 1968 och fick tvåpartiers stöd för detta lagförslag med en tredjedel av den amerikanska senaten, och över 50 kongressledamöter. Detta var första gången i USA:s historia som ett lagförslag som utarbetats av en svart organisation togs upp i USA:s kongress.
Innis har också länge varit aktiv i straffrättsliga frågor, däribland i debatten om vapenkontroll och Andra tillägget. Efter att ha förlorat två söner genom beväpnade brottslingar, blev han en förespråkare för laglydiga medborgares rätt till självförsvar.
I 1993 års primärval till New Yorks borgmästare, utmanade Innis som demokraternas kandidat David Dinkins, för att bli den första afroamerikanen att inneha ämbetet. Med tanke på hans konservativa ståndpunkter, förklarade han att det demokratiska partiet var det enda som kunde ändra den bestående enpartiideologin i New York City, men fick endast 25 procent av rösterna.
År 1998 anslöt Innis den Libertarian Party och övervägde allvarligt att ställa upp som partiets kandidat i det årets guvernörsval i delstaten New York, men bestämde sig slutligen att avstå med hänvisning till sina uppgifter för CORE.